# Libération
O Libération é um jornal de opinião diário publicado em Paris, França. Fundado em 1973, com apoio de Jean-Paul Sartre, que foi seu primeiro editor, o Libération se posicionou na época de seu lançamento à extrema-esquerda. Depois da morte de Sartre e após uma crise que quase o levou ao fechamento, mudou para um posicionamento social-democrata. Ainda hoje o Libe (como é chamado amigavelmente por seus leitores) conserva seus princípios progressistas. Em 2013, teve uma circulação de cerca de 101.000 exemplares
A aquisição de Edouard de Rothschild de uma participação de 37% do capital em 2005 e a campanha do editor Serge July para o voto "sim" no referendo que estabelecia uma Constituição para a União Europeia no mesmo ano alienou parte dos seus de esquerda. Sua linha editorial é atualmente de centro-esquerda.
Depois do "utopismo" do início, o jornal não parou de se profissionalizar, para se tornar, no melhor sentido do termo, uma instituição na França. Criador de um estilo feito de independência, insolência, pesquisas de campo e verdadeira relação de cumplicidade com seus leitores, o Libération sempre soube ser o reflexo dos movimentos de sociedade de sua época. Como os franceses gostam muito de rádio e televisão, o estilo visual do jornal trata a informação como um “grande acontecimento”, dando muita importância à maquete, ao aspecto visual do jornal. No restante, tem uma prática inversa à da televisão, já que tem padrão mais analítico, com muitas reportagens para expor diferentes pontos de vista e abrir colunas para a expressão direta.
O Libération é o jornal francês com maior investimento na área digital, já que seu site é atualizado a cada 30 minutos.